# ジャラッド・ホエアタ
ジャラッド・ホエアタ（Jarrad Hoeata 1983年12月12日 - ）は、ニュージーランド出身のラグビー選手。ポジションはロック、フランカー。

## 人物
1983年12月12日、ニュージーランド、タウランガで生まれる。

身長198cm、体重114kg。

## キャリア
タウランガ・ボーイズカレッジ卒業、クライストチャーチに移り、カンタベリー州の年代別代表に選ばれる。2006年、タラナキ州代表に入り、エアニュージーランドカップ(現ITM CUP)に出場。同年、ラグビーセブンスニュージーランド代表に選出される。
2010年、スーパー14（現スーパーラグビー)のチーフスに入る。カンタベリー時代にクルセイダーズのトレーニンググループに入ったもののスコッド入りはならなかったため、チーフスが実質スーパーラグビーデビューとなる。同年、ニュージーランドマオリに選出される。
2011年、ニュージーランドマオリのコーチだったジェイミー・ジョセフの誘いを受けてハイランダーズに移籍する。タラナキでは主にフランカーとしてプレイしていたが、ジョセフはロックで起用したところ活躍し、同年、オールブラックスに初選出される。

## リンク
- Highlanders Profile